# Følle
Følle er en vestlig bydel i Rønde, som i 2012 havde et indbyggertal på 257. Dette var det sidste år, hvor Danmarks Statistik opgjorde det selvstændige indbyggertal for Følle.
Ved Kalø Vig 1 km sydvest for Følle findes Følle Strand.
To kilometer vest for Følle findes nabobyen Ugelbølle.
Følle er beliggende i Syddjurs Kommune.